# Dorfkirche Reurieth

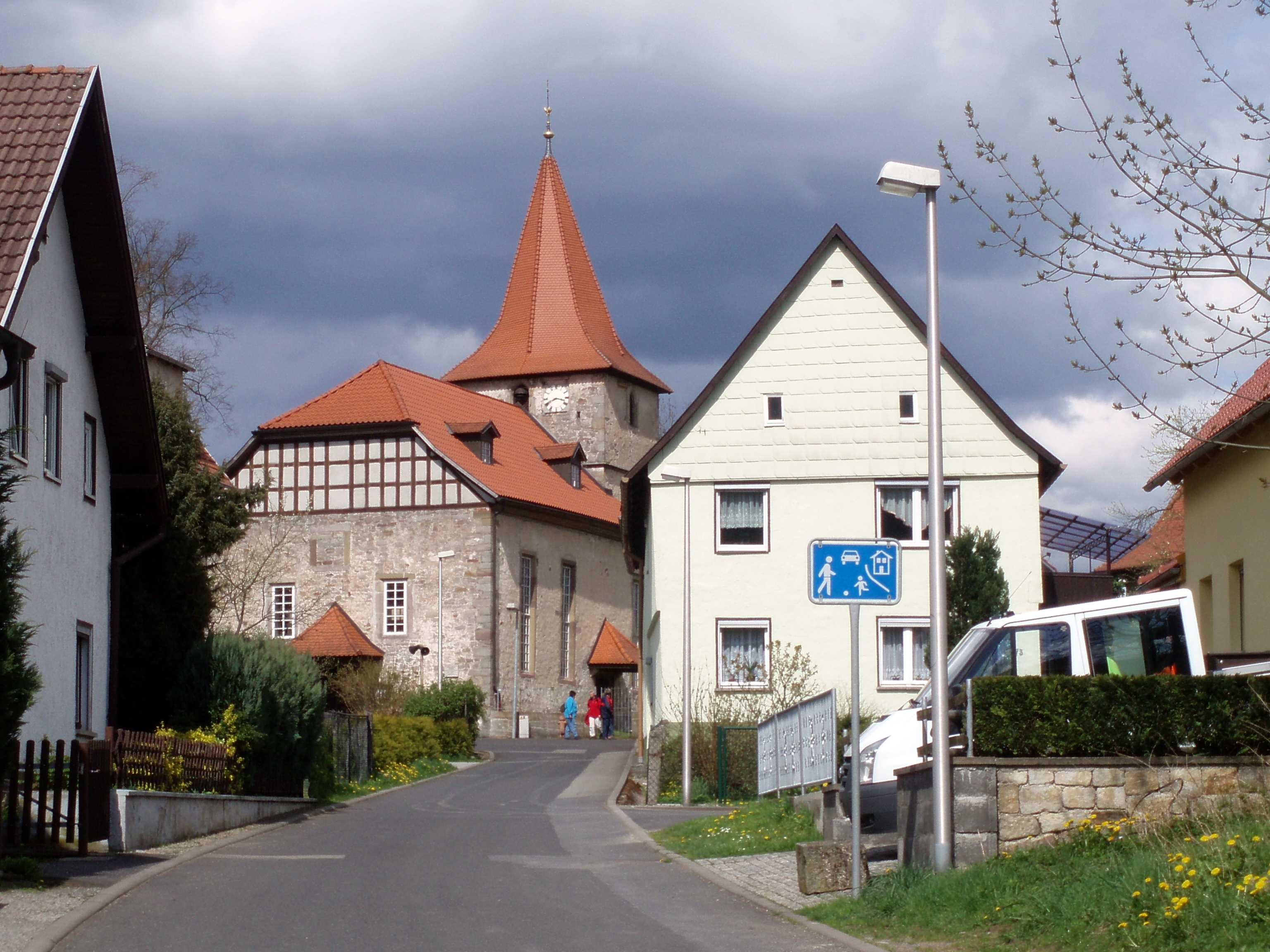
Kirche in Reurieth

Die denkmalgeschützte evangelisch-lutherische Dorfkirche Reurieth steht in der Gemeinde Reurieth auf einer Anhöhe neben einer Burgruine und umgeben von einem kleinen Friedhof im Landkreis Hildburghausen in Thüringen.
Die genaue Bauzeit der Kirche, einer der ältesten im Umkreis, ist nicht überliefert. 1287 ist bereits ein Leutpriester urkundlich erwähnt.
Eine kunsthistorische Besonderheit ist die Holzdecke im Kirchenschiff aus dem Jahre 1596. Sie ist bemalt mit Symbolen, Wappen, Ornamenten und Arabesken christlicher Kunst und im Originalzustand erhalten.
Das Kreuzgewölbe im Altarraum wurde um 1900 weiß übermalt. Die ehemalige Bemalung wurde 1934 bei einer Renovierung freigelegt. Es kamen Malereien der christlichen Kunst zum Vorschein kamen, deren zeitliche Einordnung noch bevorsteht.
Die Orgel schuf 1878 der Orgelbauer Theodor Kühn aus Schmiedefeld.
Eine Gedenktafel für den 1686 im Ort geborenen Hoforganisten Johann Zacharias Franck ist an der Kirche angebracht.